# American Dream (Album)
American Dream ist das zweite Studioalbum der Rockband Crosby, Stills, Nash & Young. Die Wiedervereinigung von Crosby, Stills and Nash mit Neil Young 18 Jahre nach ihrem Debütalbum Déjà Vu wurde mit Spannung erwartet, konnte aber insgesamt weder künstlerisch noch kommerziell an den großen Erfolg von Déjà Vu anknüpfen.

## Hintergrund
Nach ihren Erfolgen mit den Alben Daylight Again (Crosby, Stills & Nash, 1982) und Rust Never Sleeps (Neil Young, 1979) waren alle vier Musiker seit 1983 durch künstlerisch und kommerziell schwierige Phasen ihrer Karrieren gegangen: David Crosby, der vor allem mit massiven Drogenproblemen zu kämpfen hatte und sogar neun Monate im Gefängnis verbrachte, war durch die mit dem Drogenkonsum verbundenen stimmlichen Probleme auf dem Tiefpunkt angekommen und trat als Musiker zu dieser Zeit gar nicht in Erscheinung. Stephen Stills war 1984 mit seinem Solo-Album Right by You bei Käufern und Kritikern gleichermaßen durchgefallen und daraufhin weitgehend aus der Öffentlichkeit verschwunden. Ähnlich erging es auch Graham Nash, dessen Solo-Album Innocent Eyes (1986) gleichermaßen schlecht bewertet wurde und sich sogar noch schlechter verkaufte als Stills’ Right by You. Neil Young legte Fans und Kritikern zwischen 1983 und 1988 eine ganze Reihe musikalisch richtungsloser Werke vor, von denen jedoch ebenfalls keines als Chart-Erfolg bezeichnet werden kann.
Mit American Dream löste Neil Young ein Versprechen ein, das er David Crosby gegeben hatte: Er werde an einem CSNY-Album mitarbeiten, falls Crosby seine schweren Drogenprobleme endlich in den Griff bekommen sollte. Crosby wiederum hatte nun im Gefängnis tatsächlich eine erfolgreiche Entziehungskur hinter sich gebracht, so dass dem Album nichts mehr im Weg stand. American Dream war als Konzeptalbum über den amerikanischen Traum geplant, konnte dies aber nach Ansicht vieler Kritiker kaum vermitteln. Während die unterschiedlichen Songwriter-Talente aller vier Musiker ehedem zu stilistisch vielfältigen, aber musikalisch dichten Veröffentlichungen geführt hatten, versammelte American Dream überwiegend durchschnittliches Material, das „einfach den Funken vermissen ließ, der diese Gruppe zu so viel mehr machte als die Summe ihrer Teile“, wie der Allmusic-Guide konstatierte. Dennoch enthielt das Album einige echte Highlights, zu denen Neil Youngs This Old House und David Crosbys Compass zählen; und die Single Got It Made, eine Komposition von Stephen Stills und Neil Young, war recht erfolgreich: Sie erreichte zwar nur Platz 69 der Billboard-Hot-100-Charts, konnte aber den elften Platz der AC-Charts und sogar den ersten Platz der Mainstream-Rock-Charts erobern. Zur Unausgegorenheit des Albums stellte die Kritik des Magazins Rolling Stone fest: „Trotz gefälliger Melodien, ab und zu einem interessanten Song und den charakteristischen Harmoniegesängen ist American Dream überwiegend ein Langweiler.“ (“Despite pleasant melodies, the occasional interesting song and the signature harmonies, American Dream is, for the most part, a snoozefest.”) Dagegen bemerkte der Allmusic-Guide im Rückblick zu Recht, dass die Erwartungen an das Album so hoch gesteckt waren, dass es den damaligen Kritikern viel schlechter erschien, als es tatsächlich war. Der deutsche Musikjournalist Frank Laufenberg nannte das Album sogar „ausgesprochen stark“.
American Dream erreichte Platz 16 der US-Charts und erhielt sogar Platin-Status. Es war für alle vier Musiker nach langen „Durststrecken“ wieder ein Erfolg – wenn auch insgesamt nicht in künstlerischer Hinsicht, so doch in kommerzieller.
War es nach der erfolgreichen CSNY-Tournee 1974 das ausbleibende Album, das die Fans enttäuschte, blieb nun nach einem erfolgreichen Album die Tournee aus, da Neil Young sich wieder seiner Solo-Karriere widmen wollte.

## Titel
1. American Dream (Young) – 3:15
2. Got It Made (Stills/Young) – 4:36
3. Name of Love (Young) – 4:28
4. Don’t Say Goodbye (Nash/Vitale) – 3:23
5. This Old House (Young) – 4:44
6. Nighttime for the Generals (Crosby/Doerge) – 4:20
7. Shadowland (Ryan/Nash/Vitale) – 4:33
8. Drivin' Thunder (Stills/Young) – 3:12
9. Clear Blue Skies (Nash) – 3:05
10. That Girl (Stills/Vitale/Glaub) – 3:27
11. Compass (Crosby) – 5:19
12. Soldiers of Peace (Nash/Doerge/Vitale) – 3:43
13. Feel Your Love (Young) – 4:09
14. Night Song (Stills/Young) – 4:17

## Besetzung
- David Crosby: Lead-Gesang (6,11), Akustikgitarre (9,11), Gesang
- Stephen Stills: Lead-Gesang (2,8,10,14), E-Gitarre (3,4,6,8,9,10,14), Keyboards (1,2), Bass Synth (4), Gitarren-Solo (6), Percussion (8), Akustikgitarre (12), Synthesizer (14), Handclaps (14), Bass (14), Gesang
- Graham Nash: Lead-Gesang (4,7,9,12), Piano (4), E-Gitarre (6), Sound-Effekte (7), Keyboards (9), Gesang
- Neil Young: Lead-Gesang (1,3,5,8,13,14), E-Gitarre (1,2,3,4,6,7,8,9,10,12,14), Percussion (3,13), Piano (4), alle Instrumente (5), Mundharmonika (11), Akustikgitarre (13), Gesang

### Weitere Musiker
- Joe Vitale: Schlagzeug (1,2,3,4,6,8,9,14), Synthesizer (4), fast alle Instrumente (7), Sound-Effekte (7), Percussion (8,13), Keyboards (9,10,11,12), Vibes (13)
- Bob Glaub: Bass (1,2,3,6,8,9,10,12)
- Joe Lala: Percussion (2,7,9,10), Schlagzeug (12)
- Niko Bolas, Tim Mulligan, Tim Foster, Brentley Walton: Handclaps (1)
- Brian Bell: Synthesizer Programming (5)
- Michael Finnigan: Hammond-B3-Orgel (6), Keyboards (12), Background-Gesang (12)
- Rhett Lawrence: zusätzliches Synthesizer Programming
- The Volume Dealers Choir: Schlussrefrain (12)
- Bill Boydstun, Don Gooch, Bill Lazerus: Sound-Effekte (7)
- Chad Cromwell: Schlagzeug (10)
- The Bluenotes, Larry Cragg, Steve Lawrence, Tommy Bray, Claude Cailliet, John Fumo: Bläser (10)